# Övergrans distrikt
Övergrans distrikt är ett distrikt i Håbo kommun och Uppsala län. 
Distriktet ligger i västra delen av kommunen.

## Tidigare administrativ tillhörighet
Distriktet inrättades 2016 och utgörs av socknen Övergran i Håbo kommun.
Området motsvarar den omfattning Övergrans församling hade vid årsskiftet 1999/2000.